# 社内マリッジハニー
『社内マリッジハニー』（しゃないマリッジハニー、英語: In-house Marriage Honey）は、藤原えみによる日本の漫画作品。『プレミアCheese!』（小学館）2018年2月号から『最愛×マリッジグレー』で連載開始され、途中で『社内マリッジハニー』に改題の上『Cheese!』（同）2020年10月号から2021年7月号まで連載された。単行本全9巻。累計発行部数は2021年7月時点で100万部を突破している。
メディアミックスとして、2020年11月13日より、毎日放送（MBS）「ドラマ特区」にて板垣瑞生・松井愛莉のW主演でテレビドラマ化された。

## 登場人物
春田あみ
24歳。彼氏に浮気され、婚約を解消した。その後に婚活アプリで出会った真夏と電撃結婚する。経理部所属。
三浦真夏
27歳。社内ではエースとして活躍するイケメン営業マン。婚活アプリで出会ったあみと結婚することになる。

## 書誌情報
- 藤原えみ 『社内マリッジハニー』 小学館 〈フラワーコミックス〉、全9巻
  1. 2019年1月25日発売[5]、ISBN 978-4-09-870390-6
  2. 2019年1月25日発売[6]、ISBN 978-4-09-870391-3
  3. 2019年7月26日発売[7]、ISBN 978-4-09-870604-4
  4. 2019年12月26日発売[8]、ISBN 978-4-09-870663-1
  5. 2020年3月26日発売[9]、ISBN 978-4-09-870808-6
  6. 2020年8月26日発売[10]、ISBN 978-4-09-871076-8
  7. 2020年11月26日発売[11][12]、ISBN 978-4-09-871205-2
  8. 2021年3月26日発売[13]、ISBN 978-4-09-871260-1
  9. 2021年7月26日発売[3]、『Cheese!』2021年4月号 - 7月号[2]、ISBN 978-4-09-871404-9
    - 夜桜・看病・夫婦のかたち（『アンドフラワー』2020年2号）
    - 結婚式・ビデオ通話・おかえり（『アンドフラワー』2020年6号）

## テレビドラマ
2020年11月13日からMBS「ドラマ特区」で放送されている。主演は板垣瑞生と松井愛莉。

### キャスト
- 三浦真夏〈26〉 - 板垣瑞生
- 春田あみ〈23〉 - 松井愛莉
- 松下和彌 - 和田颯（Da-iCE）[14]
- 山形悠貴 - 押田岳[14]
- 堀隆平 - 宮田龍平[14]
- 坂口澄花 - 中村里帆[14]
- 三輪杏 - 浅見姫香[14]
- 新川茉里奈 - 貴島明日香[15]
- 西谷健太郎 - 兵頭功海[15]
- 望月海巳 - 立石俊樹[14]

### スタッフ
- 原作 - 藤原えみ『社内マリッジハニー』（小学館「Cheese!」連載中）
- 監督 - 森田亮、新宮良平、本田大介
- 脚本 - 内平未央、下亜友美
- 主題歌 - 安斉かれん「Secret Love」[16]
- エンディングテーマ - THE BEAT GARDEN「マリッジソング」[17]
- 音楽 - 中川孝
- チーフプロデューサー - 丸山博雄（毎日放送）
- プロデューサー - 上浦侑奈（毎日放送）、梶原富治、北澤卓哉
- 制作プロダクション - ロボット
- 製作 -「社内マリッジハニー」製作委員会、毎日放送

### 反響
TVerでは、ゴールデン帯ドラマ等の再生回数を上回り、毎週土日には長く2位にランクインしている。また、MBSドラマ作品の中ではドラマイズム、ドラマ特区を合わせて歴代2位の再生回数を記録しており、大きな反響を呼んでいる。（歴代1位はドラマ特区「コーヒー&バニラ」）

### 放送日程
| 話数      | 放送日   | 放送日   | サブタイトル     | 脚本     | 監督     |
| 話数      | 毎日放送 | tvk      | サブタイトル     | 脚本     | 監督     |
| --------- | -------- | -------- | ---------------- | -------- | -------- |
| episode 1 | 11月13日 | 11月12日 | 初めての結婚     | 内平未央 | 森田亮   |
| episode 2 | 11月20日 | 11月19日 | 初めての×××      | 下亜友美 | 森田亮   |
| episode 3 | 11月27日 | 11月26日 | 初めての嫉妬する | 内平未央 | 新宮良平 |
| episode 4 | 12月04日 | 12月03日 | 初めての秘密     | 内平未央 | 新宮良平 |
| episode 5 | 12月11日 | 12月10日 | 初めてのライバル | 下亜友美 | 新宮良平 |
| episode 6 | 12月18日 | 12月17日 | 初めての挨拶     | 下亜友美 | 本田大介 |
| episode 7 | 12月25日 | 12月24日 | 初めての誓い     | 内平未央 | 森田亮   |

- 初回は『2020マスターズゴルフ 』の放送に伴い、30分繰り下げ、1時29分 - 1時59分に放送された。

### 放送局
| 放送期間                        | 放送日時                     | 放送局       | 対象地域   | 備考          |
| ------------------------------- | ---------------------------- | ------------ | ---------- | ------------- |
| 2020年11月12日 - 12月24日       | 木曜 23:00 - 23:30           | テレビ神奈川 | 神奈川県   | 1時間59分先行 |
| 2020年11月13日 - 12月25日       | 金曜 0:59 - 1:29（木曜深夜） | 毎日放送     | 近畿広域圏 | 製作局        |
| 2020年11月14日 - 12月26日       | 土曜 0:00 - 0:30（金曜深夜） | 千葉テレビ   | 千葉県     |               |
| 2020年11月19日 - 12月31日       | 木曜 0:00 - 0:30（水曜深夜） | テレビ埼玉   | 埼玉県     |               |
| 2020年11月19日 - 2021年01月01日 | 木曜 22:30 - 23:00           | とちぎテレビ | 栃木県     |               |
| 2020年11月19日 - 2021年01月07日 | 木曜 23:30 - 翌 0:00         | 群馬テレビ   | 群馬県     |               |

| 毎日放送 ドラマ特区                           | 毎日放送 ドラマ特区 | 毎日放送 ドラマ特区 |
| 前番組                                        | 番組名              | 次番組              |
| --------------------------------------------- | ------------------- | ------------------- |
| 俺たちはあぶなくない 〜クールにさぼる刑事たち | 社内マリッジハニー  | 夢中さ、きみに。    |